# 黄道周墓
黄道周墓，位于中国福建省漳浦县绥安镇北郊，为一个省级文物保护单位，类型为古墓葬，为第三批福建省文物保护单位，公布时间为1991年4月17日。
黄道周墓的历史年代为清。